# Christopher Habel
Christopher Habel (* 11. Januar 1950 in Göttingen) ist ein deutscher Informatiker.

## Leben
Er erwarb 1975 das Diplom in Mathematik an der Universität Göttingen, 1979 den Dr. phil. in Linguistik an der Universität Osnabrück und 1985 die Habilitation in Informatik an der TU Berlin. Er lehrte von 1986 bis 2015 als Professor (C4) für Information und Dokumentation an der Universität Hamburg.
Seine Forschungsschwerpunkte sind Repräsentation von Wissen über Raum, Zeit und Ereignisse, Sprachverstehen und Sprachproduktion und Multimodalität.

## Schriften (Auswahl)
- Aspekte bewertender Grammatiken. Berlin 1979, ISBN 3-88459-201-7.
- Prinzipien der Referentialität. Untersuchungen zur propositionalen Repräsentation von Wissen. Berlin 1986, ISBN 3-540-16493-6.